# Kuria-Inseln
Kuria (früher auch: Woodle’s Island) ist ein Atoll mit zwei Inseln im nördlich des Äquators gelegenen Teil der zentralen Gilbertinseln, die Bestandteil des heutigen Staates Kiribati im Pazifik sind. Es liegt nordwestlich des Aranuka-Atolls.

## Geographie
Zwischen den beiden Inseln des Atolls, Buariki und Oneeke, verläuft ein lediglich 20 Meter breiter Kanal (Niedrigwassergebiet Te breeti). Die beiden Inseln waren früher durch einen Damm, den Itintoa Causeway, verbunden, der inzwischen durch eine Brücke ersetzt wurde. Durch diese mehrmaligen Eingriffe in die Umwelt wurde der Lebensraum der Halbschnäbler (Euleptorhanphys viridis) und Hornhechte (Rynchorhamphus georgi) beeinträchtigt, die somit für den landnahen Fischfang nicht mehr verfügbar sind.
Umgeben sind die Inseln von einem Korallenriff, das auf der Ostseite breiter ist als auf der Westseite. Das Atoll hat aufgrund seiner Form, ähnlich zweier Dreiecke, die sich mit den Spitzen berühren, keine Lagune. Das Riff umfasst 13,02 km² auf einem Sockel von 12,7 km². Beide Inseln besitzen kleinere Bootskanäle durch das Riff.
Die Landfläche beträgt 15,48 km². Hauptinsel ist Buariki mit dem Hauptort Bouatoa. Das benachbarte Aranuka hat ebenfalls eine Insel mit dem häufigen Namen Buariki. Im Norden von Oneeke und im Süden von Buariki befinden sich jeweils Brackwasser-Fischzuchtteiche, die King’s Fish Ponds.

## Bevölkerung
Laut Volkszählung von 2020 leben auf Kuria 1190 Menschen, ungefähr 1 % der kiribatischen Bevölkerung, in sechs Siedlungen.

### Bevölkerungsstatistik
| Zensus                  | 1978 | 2005 | 2010  | 2015   | 2020   |
| ----------------------- | ---- | ---- | ----- | ------ | ------ |
| Oneeke (früher: Oneaka) | 104  | 188  | 154 ▼ | 189 ▲  | 233 ▲  |
| Manenaua (Marenaua)     | 148  | 246  | 191 ▼ | 209 ▲  | 155 ▼  |
| Tabontebike             | 55   | 119  | 91 ▼  | 103 ▲  | 60 ▼   |
| Buariki                 | 496  | 199  | 169 ▼ | 129 ▼  | 254 ▲  |
| Norauea                 | –    | 219  | 247 ▲ | 276 ▲  | 253 ▼  |
| Bouatoa (Hauptort)      | –    | 111  | 128 ▲ | 140 ▲  | 235 ▲  |
| Gesamt                  | 803  | 1082 | 980 ▼ | 1046 ▲ | 1190 ▲ |

### Bevölkerungsentwicklung
| Zensus | 1947 | 1963 | 1968 | 1973 | 1978 | 1985 | 1990 | 1995 | 2000 | 2005 | 2010 | 2015 | 2020 |
| ------ | ---- | ---- | ---- | ---- | ---- | ---- | ---- | ---- | ---- | ---- | ---- | ---- | ---- |
| Gesamt | 315  | 729  | 958  | 821  | 803  | 1052 | 990  | 971  | 961  | 1082 | 980  | 1046 | 1190 |

## Geschichte
Die Erstsichtung wird den Kapitänen der First Fleet Thomas Gilbert mit dem Schiff Charlotte und John Marshall auf der Scarborough 1788 auf der Fahrt von Port Jackson zugeschrieben, die die Inseln jedoch nicht erkundeten.
Zur Zeit des „Königreichs Abemama“ in der zweiten Hälfte des 19. Jahrhunderts wurde Kuria von dem Häuptling Tem Karotu aus Abemama annektiert, das mit dem ebenfalls eroberten Aranuka ein gemeinsames Herrschaftsgebiet bildete. Die Herrschaft ging an den Neffen Tem Karotus, den König Tem Binoka, auch Tembinok' genannt, über.
Kuria war der Sitz des ersten britischen Kolonialverwalters für die zentralen und südlichen Gilbertinseln, George Mac Ghie Murdoch, dessen Grab heute noch zu besichtigen ist.

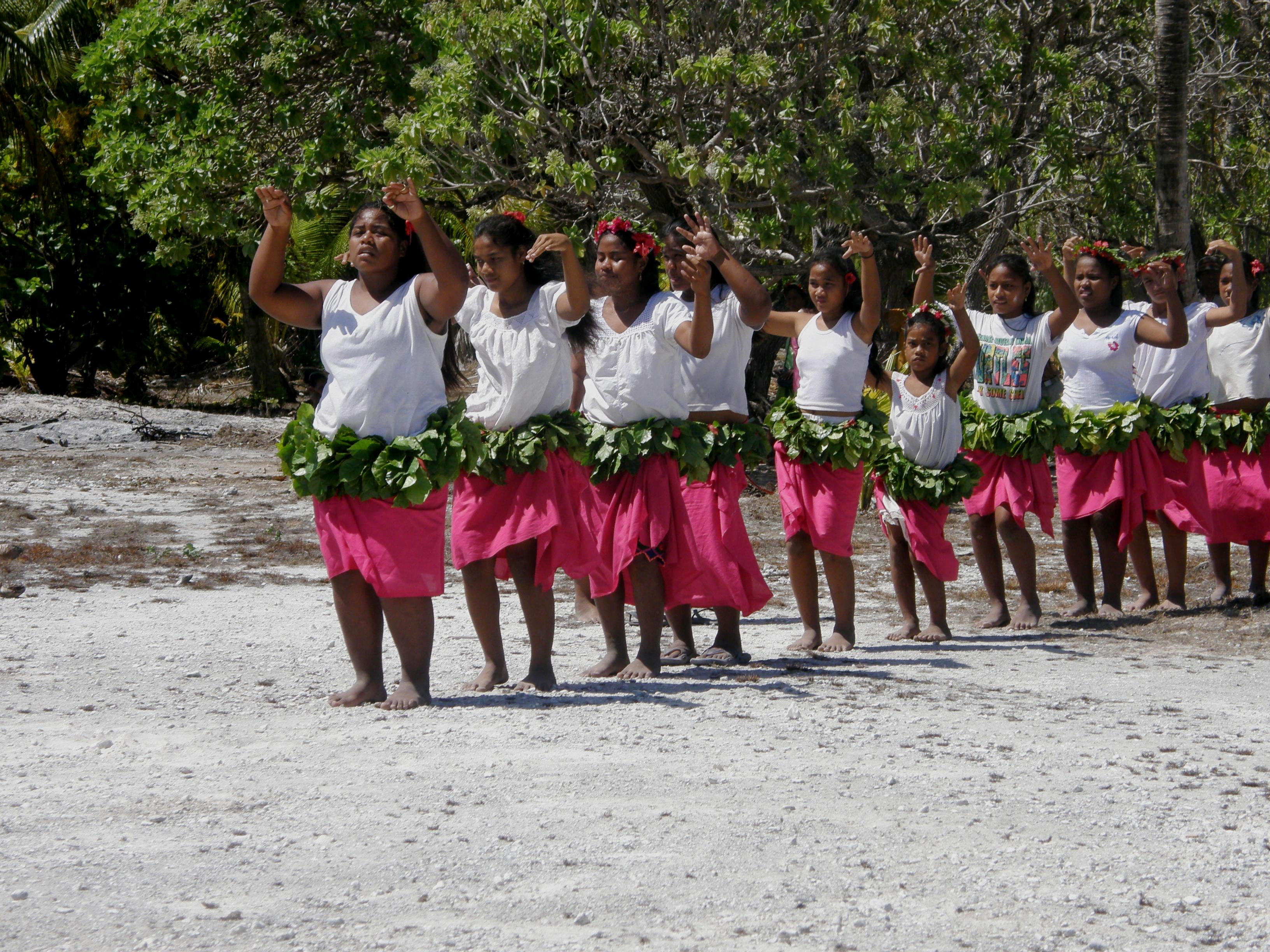
Tanzgruppe auf Kuria

## Neuzeit
Nach der Kolonialzeit bildete Kuria mit Maiana, Abemama, Aranuka und Nonouti den Verwaltungsdistrikt „Zentrale Gilbertinseln.“
Die lokalen Belange werden durch einen Inselrat (Kuria Island Council) mit Sitz in Bouatoa geregelt.
Kuria entsendet ein Parlamentsmitglied in das kiribatische Parlament Maneaba ni Maungatabu in South Tarawa; für das 10. Parlament 2011–2015 wurde Tom Murdoch gewählt.

## Verkehr
Der in der Nähe der Ortschaft Buariki liegende Flugplatz Kuria wird von der staatlichen Fluggesellschaft Air Kiribati im Linienverkehr angeflogen. Schiffsverbindungen bestehen zum kiribatischen Haupthafen Betio in South Tarawa.